# 福井文右衛門

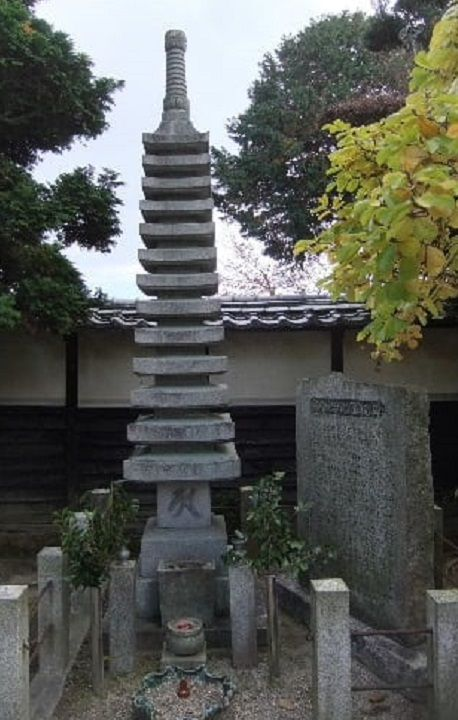
福井文右衛門の供養塔(名張市徳蓮院)

福井 文右衛門（ふくい ぶんえもん、1596年（慶長元年） - 1650年6月19日（慶安3年5月21日））は、江戸時代の名張藤堂家の家臣。伊勢国飯野郡保津村（現松阪市）に居住し、伊勢国内の名張藤堂家所領の代官を務めた。

## 略歴
伊勢国の名張藤堂家領は概して肥沃であったが、そのような中にあって飯野郡出間村では、草木一本動かすことが禁じられた神域である神服織機殿神社の神宮領を迂回して灌漑用水が引かれていたため、水量が乏しく、領民は水不足に苦しんでいた。その窮状を見かねた文右衛門は、許可を得たと偽って一夜にして神宮領を通す水路を建設。神域を侵した責任を負って自刃したと伝えられる。